# 2006年聯合國秘書長選舉

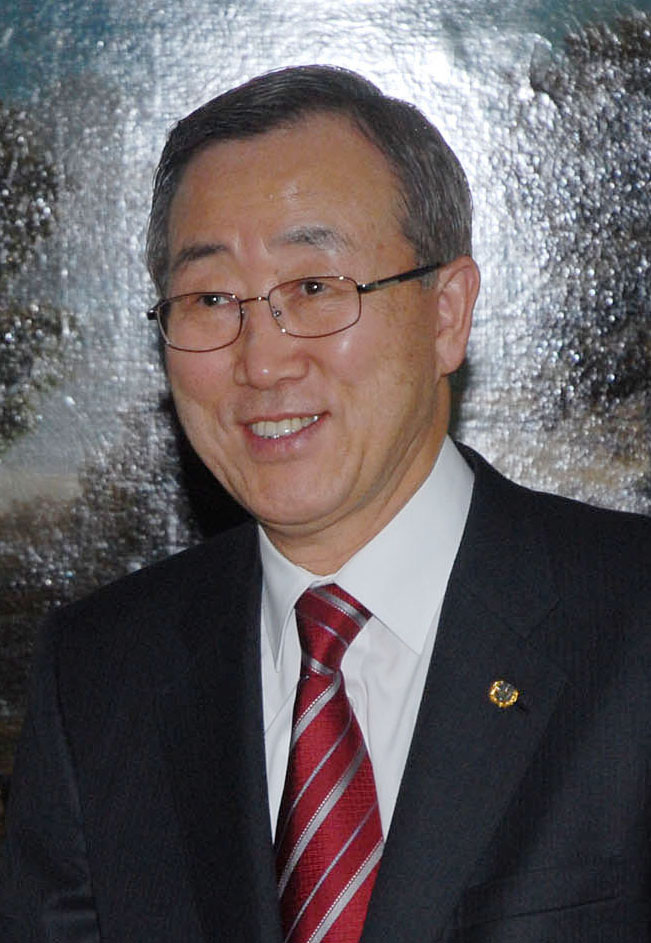
潘基文在2006年10月當選聯合國秘書長。

2006年聯合國秘書長選舉旨在選出一名新任聯合國秘書長，以接替任期將於2006年12月31日結束第二屆任期的時任秘書長科菲·安南。此次選舉共有七名候選人，來自大韓民國、印度、拉脫維亞等國。
聯合國安全理事會在7月24日至10月2日期間進行了一系列意向性投票。作為擁有否決權的五個聯合國安理會常任理事國唯一共同支持的候選人，時任大韓民國外交通商部長官潘基文在投票中一直領先。在最後一次意向性投票後，所有其他候選人均退出了本次選舉，安全理事會遂於10月9日進行了正式投票並將其結果轉交聯合國大會。

## 程序
根據《聯合國憲章》第十五章，聯合國秘書長由安全理事會推薦並由聯合國大會委任，故秘書長人選受五個常任理事國是否行使否決權影響。
其後，其他程序規則和公認慣例也補充了《憲章》內訂定的遴選規則。因聯合國秘書長限期只能連任一次的不明文規定，故已經連任一次的時任秘書長科菲·安南被排除在此次選舉外。在上任秘書長連任兩屆後，會透過區域輪換制在其他大洲選擇新任秘書長，且新任人選不會出自五個常任理事國。候選人的英語和法語程度也經常被視為一種非必要的優勢。
安理會私下會進行一系列的意向性投票，以評估理事國對每位候選人的支持程度。當有候選人領先時，將會對常任理事國進行另一次意向性投票供他們行使否決權。沒有被五國任意其一否決，並達到至少9票的最高票候選人被認為是最可能的人選。其後，安全理事會會進行正式投票以公佈人選，而大會則會在其後投票決定是否接受安全理事會的建議。

## 背景
由於自1971年來自緬甸的吳丹卸任秘書長後，故按照不明文的區域輪換制，此屆秘書長很大機會由來自亞洲國家的候選人當選。有不少聯合國安理會理事國（包括擁有否決權的中國）都表示它們只會支持來自亞洲地區的候選人。
鑑於秘書長一直以來都由男性擔任，平權組織「現在就要平等」（Equality Now）發起以女性當選秘書長為目標的運動並鎖定18位合資格的女性候選人，包括維拉·薇契-斐柏嘉、路易絲·艾伯、格羅·哈萊姆·布倫特蘭、塔里婭·哈洛寧。該組織亦指出昂山素姬、緒方貞子、納費斯·薩迪克、陳方安生等適合成為候選人的亞裔女性。女性秘書長的想法亦得到了科菲·安南及時任美國駐聯合國大使約翰·博爾頓的支持，但最終並無亞裔女性獲推薦參與此次選舉，唯一的女性候選人則是由東歐三國提名的維拉·薇契-斐柏嘉。

## 候選人
共有7人正式地被提名為此次聯合國秘書長選舉的官方候選人：
| 圖片 | 候選人               | 經歷                                        | 提名國                       | 區域集團         |
| ---- | -------------------- | ------------------------------------------- | ---------------------------- | ---------------- |
|      | 潘基文               | 大韓民國外交通商部長官                      |                              | 亞洲與太平洋集團 |
|      | 夏希·塔魯爾          | 聯合國傳播和新聞事務副秘書長                | 印度                         | 亞洲與太平洋集團 |
|      | 維拉·薇契-斐柏嘉     | 拉脫維亞總統                                | 爱沙尼亚 · 拉脫維亞 · 立陶宛 | 東歐集團         |
|      | 素拉革·沙提拉泰      | 泰國副總理                                  | 泰國                         | 亞洲與太平洋集團 |
|      | 阿什拉夫·加尼        | 阿富汗喀布爾大學校長                        | 阿富汗                       | 亞洲與太平洋集團 |
|      | 扎伊德·拉阿德·侯賽因 | 約旦駐聯合國大使                            | 约旦                         | 亞洲與太平洋集團 |
|      | 賈揚塔·達納帕拉      | 聯合國主管裁軍事務副秘書長 斯里蘭卡總統顧問 | 斯里蘭卡                     | 亞洲與太平洋集團 |

另外，有評論員亦提出數位可能但並沒有參與競選的候選人。其中包括比爾·克林頓（前美國總統）、讓·克雷蒂安（前加拿大總理）、安華·依布拉欣（前馬來西亞副首相）、吳作棟（前新加坡總理、時任內閣資政）、菲德爾·瓦爾德斯·拉莫斯（前菲律賓總統）、若澤·拉莫斯·奧爾塔（時任東帝汶總理、諾貝爾和平獎得獎者）、亞歷山大·克瓦希涅夫斯基（前波蘭總統）及托尼·布萊爾（時任英國首相）等。由於設有秘書長不可由安理會常任理事國公民擔任的不明文規定，事實上比爾·克林頓和托尼·布萊爾並不符合參選資格。

## 遴選
安全理事會分別在7月24日、9月14日、9月28日、10月2日舉行了意向性投票。15個理事國會在投票中對官方候選人投下「贊成」、「不贊成」或「無意見」，潘基文在四次意向性投票都處於領先地位，夏希·塔魯爾則位列第二。
在最後一次投票，中、英、美、法、俄等五個常任理事國在紅紙上面進行投票，以讓它們行使否決權，而餘下的十個非常任理事國則使用白紙投票。潘基文是在7位候選人中唯一沒有獲得否決票的候選人。印度舉薦的候選人夏希·塔魯爾雖在前往北京尋求支持時得到中國不會阻止其成為秘書長的保證，但在另外兩次拜訪白宮時卻未有得到另外一位手持否決權票的美國政府支持，最後在美中博弈的因素下由美國行使了否決權。在投票後，夏希·塔魯爾退出了这次選舉。
賈揚塔·達納帕拉和阿什拉夫·加尼先後在9月30日和10月4日宣布退出競選，維拉·薇契-斐柏嘉與素拉革·沙提拉泰則在10月5日宣布退選。由於除潘基文外的所有候選人均已退選，安理會遂於10月9日展開正式投票後轉交大會。潘基文在10月13日被大會任命為新任秘書長。
| 候選人               | 7月24日  | 7月24日  | 7月24日  | 9月14日  | 9月14日  | 9月14日  | 9月28日 | 9月28日 | 9月28日 | 10月2日 | 10月2日 | 10月2日 | 10月2日 | 最後 |
| 候選人               | E        | D        | N        | E        | D        | N        | E       | D       | N       | E       | D       | V       | N       | 最後 |
| -------------------- | -------- | -------- | -------- | -------- | -------- | -------- | ------- | ------- | ------- | ------- | ------- | ------- | ------- | ---- |
| 潘基文               | 12       | 1        | 2        | 14       | 1        | 0        | 13      | 1       | 1       | 14      | 0       | 0       | 1       | 當選 |
| 夏希·塔魯爾          | 10       | 2        | 3        | 10       | 3        | 2        | 8       | 3       | 4       | 10      | 3       | 1       | 2       | 退選 |
| 素拉革·沙提拉泰      | 7        | 3        | 5        | 9        | 3        | 3        | 5       | 7       | 3       | 4       | 7       | 2       | 4       | 退選 |
| 賈揚塔·達納帕拉      | 5        | 6        | 4        | 3        | 5        | 7        | 3       | 7       | 5       | 退選    | 退選    | 退選    | 退選    | 退選 |
| 扎伊德·拉阿德·侯賽因 | 尚未提名 | 尚未提名 | 尚未提名 | 6        | 4        | 5        | 3       | 6       | 6       | 2       | 8       | 1       | 5       | 退選 |
| 維拉·薇契-斐柏嘉     | 尚未提名 | 尚未提名 | 尚未提名 | 尚未提名 | 尚未提名 | 尚未提名 | 7       | 6       | 2       | 5       | 6       | 2       | 4       | 退選 |
| 阿什拉夫·加尼        | 尚未提名 | 尚未提名 | 尚未提名 | 尚未提名 | 尚未提名 | 尚未提名 | 3       | 6       | 6       | 4       | 11      | 3       | 0       | 退選 |

## 2011年秘書長重選
除非得到安理會常任理事國的反對，聯合國秘書長傳統地會在第一次任期結束後自動參與重選，潘基文在五年任期即將結束之際的2011年遂自動進入了重選程序。在該年6月16日，安理會進行了非正式磋商，並於翌日在沒有常任理事國行使否決權的情況下通過第1987號決議，推薦潘基文繼續任期直至2016年年末。聯合國大會遂於6月21日通過第65/282號決議，確認潘連任為秘書長直至其第二任任期在2016年結束。

## 外部連結
- 1for7billion.org（页面存档备份，存于）